# Super Rugby Unlocked 2020
Il Super Rugby Unlocked 2020 fu lo spin-off sudafricano della 25ª edizione del Super Rugby SANZAAR.
Si tenne dal 9 ottobre 2020 al 21 novembre 2020 tra 7 squadre che si affrontarono con la formula del girone unico a sola andata.
Fu organizzato da South Africa Rugby Union per dare continuità al Super Rugby dopo che, alla settima giornata dell'edizione 2020, questa fu definitivamente sospesa a causa delle restrizioni di movimento introdotte dalle norme a contrasto della pandemia di COVID-19; il Super Rugby Unlocked fece seguito a due analoghe competizioni messe in cantiere dalle altre due maggiori federazioni dell'Emisfero Sud, il Super Rugby Aotearoa, tenutosi in Nuova Zelanda tra giugno e agosto, e il Super Rugby AU, di scena in Australia tra luglio e settembre.
Esso si sovrappose alla stagione di Currie Cup di cui costituì il girone d'andata, e fu vinto dalla franchise di Pretoria dei Bulls, primi davanti alla coppia Stormers (Città del Capo) e Sharks (Durban).
Per esigenze di sponsorizzazione fu noto anche come Vodacom Super Rugby Unlocked 2020.

## Formula
Le sette squadre si incontrarono a girone unico di sola andata, con una di esse che a turno riposava.
La squadra campione fu quella che riportò il miglior punteggio in classifica.
La differenza rispetto agli altri tornei con il metodo di conteggio dell'Emisfero Sud fu che il bonus d'attacco sarebbe stato conferito solo a una squadra, quella eventualmente capace di segnare 3 mete più dell'avversaria (in precedenza veniva assegnato a una o entrambe le squadre purché avessero marcato almeno 4 mete a prescindere dal risultato finale).
Il torneo servì anche come girone d'andata della Currie Cup 2020-21: i punteggi e la classifica acquisita dalle squadre durante il Super Rugby Unlocked vennero mantenuti in quest'ultima competizione, nella quale si giocarono le stesse partite ma a campi invertiti.

## Squadre partecipanti e ambiti territoriali
| Squadra  | Sede           | Area                                                                                      |
| -------- | -------------- | ----------------------------------------------------------------------------------------- |
| Bulls    | Pretoria       | East Rand e provincia del Limpopo                                                         |
| Cheetahs | Bloemfontein   | Stato libero                                                                              |
| Griquas  | Kimberley      | Provincia del Capo Settentrionale                                                         |
| Lions    | Johannesburg   | Municipalità metropolitana di Johannesburg, Gauteng meridionale e provincia del Nordovest |
| Pumas    | Nelspruit      | Mpumalanga                                                                                |
| Sharks   | Durban         | KwaZulu-Natal                                                                             |
| Stormers | Città del Capo | Provincia del Capo Occidentale                                                            |

## Risultati
| Data       | 1ª giornata        | Risultato |
| ---------- | ------------------ | --------- |
| 09-10-2020 | Sharks – Lions     | 19-16     |
| 10-10-2020 | Bulls – Griquas    | 30-23     |
| 10-10-2020 | Cheetahs – Pumas   | 53-31     |
| Rip.       | Stormers           |           |
|            |                    |           |
| Data       | 4ª giornata        | Risultato |
| 30-10-2020 | Lions – Griquas    | 61-31     |
| 31-10-2020 | Bulls – Stormers   | 39-6      |
| 31-10-2020 | Pumas – Sharks     | 19-42     |
| Rip.       | Cheetahs           |           |
|            |                    |           |
| Data       | 7ª giornata        | Risultato |
| 21-11-2020 | Bulls – Pumas      | 21-5      |
| 21-11-2020 | Cheetahs – Griquas | 28-9      |
| 21-11-2020 | Sharks – Stormers  | 0-0       |
| Rip.       | Lions              |           |

| Data       | 2ª giornata        | Risultato |
| ---------- | ------------------ | --------- |
| 16-10-2020 | Cheetas – Bulls    | 19-17     |
| 17-10-2020 | Griquas – Pumas    | 21-27     |
| 17-10-2020 | Stormers – Lions   | 23-17     |
| Rip.       |                    |           |
|            |                    |           |
| Data       | 5ª giornata        | Risultato |
| 06-11-2020 | Sharks – Cheetahs  | 19-13     |
| 07-11-2020 | Griquas – Stormers | 6-39      |
| 07-11-2020 | Lions – Bulls      | 25-30     |
| Rip.       | Pumas              |           |

| Data       | 3ª giornata         | Risultato |
| ---------- | ------------------- | --------- |
| 23-10-2020 | Pumas – Stormers    | 37-42     |
| 24-10-2020 | Bulls – Sharks      | 41-14     |
| 24-10-2020 | Lions – Cheetahs    | 0-0       |
| Rip.       | Griquas             |           |
|            |                     |           |
| Data       | 6ª giornata         | Risultato |
| 13-11-2020 | Griquas – Sharks    | 33-34     |
| 14-11-2020 | Lions – Pumas       | 0-0       |
| 14-11-2020 | Stormers – Cheetahs | 30-13     |
| Rip.       | Bulls               |           |

## Classifica
|  |    | Squadra  | G | V | N | P | PF  | PS  | P±  | MF | MS | BM | BS | Pt |
|  | -- | -------- | - | - | - | - | --- | --- | --- | -- | -- | -- | -- | -- |
|  | 1. | Bulls    | 6 | 5 | 0 | 1 | 178 | 92  | 86  | 21 | 9  | 2  | 1  | 23 |
|  | 2. | Stormers | 6 | 4 | 1 | 1 | 140 | 112 | 28  | 17 | 12 | 1  | 0  | 19 |
|  | 3. | Sharks   | 6 | 4 | 1 | 1 | 128 | 122 | 6   | 13 | 14 | 1  | 0  | 19 |
|  | 4. | Cheetahs | 6 | 3 | 1 | 2 | 126 | 106 | 20  | 15 | 10 | 2  | 1  | 17 |
|  | 5. | Lions    | 6 | 1 | 2 | 3 | 119 | 103 | 16  | 15 | 9  | 1  | 3  | 12 |
|  | 6. | Pumas    | 6 | 1 | 1 | 4 | 119 | 179 | −60 | 15 | 25 | 0  | 1  | 7  |
|  | 7. | Griquas  | 6 | 0 | 0 | 6 | 123 | 219 | −96 | 12 | 29 | 0  | 3  | 3  |